# Manchester (New York)
Manchester è un comune degli Stati Uniti d'America, situato nello stato di New York, nella contea di Ontario.